# Mémorial de l'opération Anthropoid
Le mémorial de l'opération Anthropoid est un monument commémorant l'opération Anthropoid, c'est-à-dire l’un des attentats majeurs de la Seconde Guerre mondiale qui a eu lieu à Prague le 27 mai 1942. Cet attentat visait le « SS-Obergruppenführer und General der Polizei » Reinhard Heydrich et il a conduit une semaine plus tard à la mort de ce dernier.  
L'attentat a été organisé par les Britanniques et le gouvernement tchécoslovaque alors en exil au Royaume-Uni ; il a été exécuté par trois soldats tchécoslovaques parachutés dans les environs six mois plus tôt. Les auteurs de l'attentat ont trouvé la mort les armes à la main trois semaines plus tard, après avoir été dénoncés. 

## Situation géographique

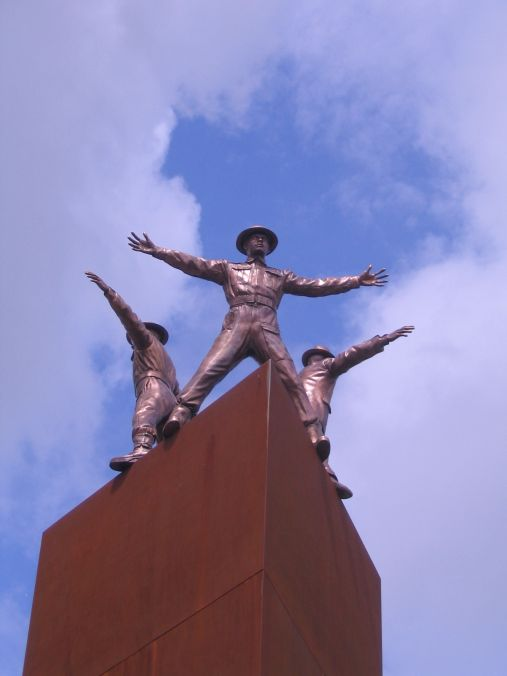
Partie supérieure du mémorial comportant trois statues, symbolisant les trois parachutistes tchécoslovaques qui ont directement participé à l'attentat.

Le monument est situé à Libeň, à Prague, sur les lieux mêmes de l'attentat.
Le monument a été commandé en 2008 et inauguré le 27 mai 2009, le jour du 67e anniversaire de l’attentat. L'heure de l'inauguration (10 h 35) a aussi été choisie comme étant celle où aurait précisément eu lieu l'attentat. 
Les visages des trois statues reprennent les traits des visages des trois parachutistes. 
À toute proximité de ce monument, avant l'édification de celui-ci, des rues avaient déjà été rebaptisées du nom des trois parachutistes tchécoslovaques, directement acteurs de l’attentat :
- le guetteur, le Tchèque Josef Valčík du groupe Silver A[c] ;
- celui qui se met face au véhicule de Heydrich et braque son pistolet mitrailleur pour l’arrêter, le Slovaque Jozef Gabčík du groupe Anthropoid[c] ;
- celui qui, en direction de l'arrière du véhicule, jette la bombe artisanale dont les effets se sont a posteriori révélés meurtriers : le Tchèque Jan Kubiš du groupe Anthropoid[c].